# Felix Mandl (Fußballspieler)
Felix Mandl (* 5. Juni 2003) ist ein österreichischer Fußballspieler.

## Karriere

### Verein
Mandl begann seine Karriere beim TSV Fulpmes. Im September 2010 wechselte er in die Jugend des FC Wacker Innsbruck. Zur Saison 2017/18 kam er in die AKA Tirol. Im Jänner 2020 rückte er in den Profikader seines Stammklubs FC Wacker Innsbruck. Sein Debüt für Innsbruck in der 2. Liga gab er im Februar 2020, als er am 17. Spieltag der Saison 2019/20 gegen den SK Vorwärts Steyr in der 80. Minute für Alexander Gründler eingewechselt wurde. Insgesamt kam er zu 13 Zweitligaeinsätzen für Wacker, zudem spielte er viermal für die Amateure in der Regionalliga.
Zur Saison 2021/22 wechselte er innerhalb der 2. Liga zum FC Juniors OÖ, bei dem er einen bis Juni 2024 laufenden Vertrag erhielt. Für die Juniors kam er bis zur Winterpause zu fünf Zweitligaeinsätzen. Im Februar 2022 kehrte Mandl leihweise nach Innsbruck zurück. Während der Leihe kam er allerdings nie zum Einsatz, mit Wacker, das nach Saisonende insolvent war, musste er zwangsweise aus der 2. Liga absteigen.
Zur Saison 2022/23 kehrte er dann nicht mehr nach Oberösterreich zurück, sondern wechselte fest zum FC Dornbirn 1913, bei dem er einen bis Juni 2023 laufenden Vertrag erhielt. Für Dornbirn absolvierte er 49 Zweitligaspiele, ehe dem Verein nach der Saison 2023/24 die Zulassung für die 2. Liga entzogen wurde. Zur Saison 2024/25 schloss Mandl sich daraufhin dem Regionalligisten Deutschlandsberger SC an.

### Nationalmannschaft
Mandl debütierte im September 2019 gegen die Schweiz für die österreichische U-17-Auswahl.